# Удавана садівниця
«Удавана садівниця», KV 196, (італ. La finta giardiniera) — опера буфа на 3 дії австрійського композитора Вольфганга Амадея Моцарта. Авторство лібрето достовірно не визначено; є версія, що лібрето написано М. Кольтелліні за п'єсою Раньєро де Кальцабіджі або Джузеппе Петроселліні.
Прем'єра відбулася 13 січня 1775 року в Мюнхені.

## Історія створення
Робота над оперою почалася у вересні 1774 р., і вже 13 січня 1775 р. в Мюнхенському театрі Сальвадор відбулася прем'єра, що супроводжувалася гучним успіхом.
У 1774 р. в Римі була поставлена однойменна опера, написана композитором Паскуале Анфоссі, але жодного впливу на оперу Моцарта вона не зробила.
У 1779 р. Моцарт переробив оперу на німецький зингшпиль (Der gärtnerin aus Liebe, нім. «Влюблённая садовница»), частково музика була переписана. У цій редакції опера виконувалася аж до 1978 р., поки не була знайдена копія італійської версії.

## Дійові особи
| Ролі                                                                         | Голос   | Учасники прем'єри 13 січня 1775 (Диригент: Йоганн Непомук Кренер) |
| ---------------------------------------------------------------------------- | ------- | ----------------------------------------------------------------- |
| Дон Анкізе, подеста (виборний мер) містечка Лагонегро, закоханий у Сандріну  | тенор   | Августин Зутор                                                    |
| Маркіза Віоланта Онесті (Сандріна), служить в будинку Дона Анкізе садівницею | сопрано | Роза Мансервізі                                                   |
| Армінда, племінниця подести, наречена Бельфьоре, раніше заручена з Раміро    | сопрано | Пані Зутор                                                        |
| Бельфіоре, наречений Армінди                                                 | тенор   | Джованні Валези                                                   |
| Раміро, знехтуваний наречений Армінди                                        | сопрано | Томмазо Консолі                                                   |
| Серпетта, служниця подеста, закохана в нього                                 | сопрано | Teresina Мансервізі                                               |
| Роберто (Нардо), Слуга Віоланти, також під виглядом садівника                | баритон | Джованні Россі                                                    |

## Синопсис

### Дія 1
У будинку подести (мера) італійського містечка Лагонегро Дона Анкізе з'явилася нова садівниця - Сандріна. Подесті сподобалася гарненька дівчина, і він забув свою колишню прихильність - покоївку Серпетту. Він не підозрює, що під ім'ям Сандріни ховається маркіза Віоланта Онести. Вона переодяглася садівницею, аби простежити за графом Бельфіоре, що покинув її. Граф натомість заручений з племінницею подести Арміндою.
Камердинер Нардо, також переодягнений садівником, повідомляє Сандріні (Віоланті) про прибуття до подести графа Бельфіоре. Віоланта (Сандріна) схвильована. Даремно вона намагається сховатися від очей графа, той впізнає її. Замішання графа зауважує Армінда і починає підозрювати недобре. В цей час племінник подести Раміро, закоханий в Армінду, ревнує дівчину до графа. Подеста розвіює загальне замішання, запрошуючи гостя в будинок. Незабаром, знайшовши зручний момент, граф Більфіоре знову з'являється в саду, щоб зустрітися таємно з Сандріною (Віолантою). Колишня любов знову прокинулася в ньому. Лукава Серпетта помітила зникнення з дому графа і, вийшовши в сад, простежує його зустріч з Сандріною.

### Дія 2
Перша картина. Нардо сподобалася Серпетта. Він освідчується їй у коханні, проте робить це настільки потішно, що Серпетта тікає геть. Тим часом граф Бельфіоре з Сандріною (Віолантою) обговорюють план подальших дій. Граф готовий розірвати з Арміндою і втекти з Віолантою, проте Нардо пропонує інший спосіб: закохані повинні прикинутися божевільними аби  домогтися щасливої розв'язки.
Настає вечір. До столу збираються гості подести. Починається вечеря. Але, дивно, гості, один за іншим, залишають стіл і видаляються в сад. Здивування подести розсіює Серпетта - вона запрошує господаря до саду, там він побачить небувале видовище - двох закоханих, охоплених божевіллям.
Друга картина. граф Бельфіоре і Віоланта знаходяться в саду. Помітивши глядачів, вони приймаються жваво жестикулювати, голосно і незв'язно перемовлятися між собою. У подести і супроводжуючих його людей не залишається ніякого сумніву в тому, що вони бачать божевільних.

### Дія 3
Аби вилікувати від божевілля нареченого своєї племінниці і садівницю, подеста запросив лікаря. Висновки медика невтішні: будь-яка спроба розлучити графа Бельфіоре з коханою призведе лише до погіршення стану його здоров'я. Не допомагають і цілющі краплі, прописані лікарем. Єдиний засіб - Армінда має відмовитися від нареченого. Зрештою, вона це і робить, обіцяючи свою руку Раміро.
Сандріна розкриває своє справжнє ім'я. Тепер ніщо не заважає її весіллю з графом Бельфіоре. Незабаром зіграють весілля і служниця Серпетта з камердинером Нардо.

## Список номерів
| Італійська версія | Німецька версія (зингшпіль) |
| --- | --- |
| * Увертюра - Перша дія - N 1 Інтродукція - N 2 Se l augellin sen fugge — Раміро - N 3 Dentro il mio petto — Дон Анкізе - N 4 Noi donne poverine — Сандріна - N 5 A forza di martelli — Нардо - N 6 Che beltà, che leggiadria — Бельфіоре - N 7 Si promette facilmente — Армінда - N 8 Da Sirocco a tramontana — Бельфіоре - N 9 Un marito, o dio — Серпетта, Нардо - N 10 Appena mi vedon — Серпетта - N 11 Geme la tortorella — Сандріна - N 12 Фінал першого акту - Друга дія - N 13 Vorrei punirti indegno — Армінда - N 14 Con un vezzo передній Italiana — Нардо - N 15 Care pupille — Бельфьоре - N 16 Una voce sento al core — Сандріна - N 17 Una damina, una nipote — Дон Анкізе - N 18 Dolce d amor compagna speranza — Раміро - N 19 Ah non partir...Già divento freddo — Бельфіоре - N 20 Chi vuol godere il mondo — Серпетта - N 21 Crudeli, fermate — Сандріна - N 22 Ah dal pianto — Сандріна - N 23 Фінал другого акту - Третя дія - N 24 Mirate che constrasto — Нардо - N 25 Mio padrone, io dir volevo — Дон Анкізе - N 26 Va pure ad altri in braccio — Раміро - N 27 Dove mai son! Сандріна — Бельфіоре - N 28 Фінал | * Увертюра - Перша дія - N1 Інтродукція - квінтет (Sandrina, Serpetta, Ramiro, Podesta, Nardo): Welches Vergnügenl - N 2 Арія Серпетти: Sobald sie mich sehen - N 3 Арія Сандріни: Ferne von ihrem Neste - N 4 Терцет (Sandrina, Belfiore, Nardo): Welch ein Zufall. - N 5 Арія Раміро: Ach, schmeichelhafte Hoffnung! - N 6 Фінал, септет (Sandrina, Serpetta, Arminda, Ramiro, Belfiore, Podesta, Nardo): Himmel, was muß ich sehen! - Друга дія - N 7 Арія Нардо: Nach der welschen Art und Weise - N 8 Арія Серпетти: Wenn die Männer sich verlieben - N 9 Арія Бельфіоре: Welch ein Reiz in diesem Bilde! - N 10 Каватіна Сандріни: Ach, vor Beben, Angst und Zagen - N ll Арія Нардо і дует (Sandrina-Belfiore): Seht dort, wie Mond und Sonne - N 12. Арія Армінди: Um deine Straf' zu fühlen - N 13. Orchesterzwischenspiel - N 14. Arie des Podesta mit Bühnenmusik: Welche Freude, welches Entzücken! - N 15. Ballett - N 16. Арія Подести: Laß mich nur! Mir knurrt der Magen! - N l7. Арія Сандріни: Belfiore! Belfiore! - N 18. Фінал, септет (Sandrina, Serpetta, Arminda, Ramiro, Belfiore, Podesta, Nardo): Durch die Finsternis der Hecken - Третя дія - N 19. Арія Подести: Hier ist der Ort, hier ist die Stelle - N 20. Арія Роміро: Weh mir und meiner Liebe! - N 21. Речетатив і дует (Sandrina-Belfiore): Wo bin ich doch wohl? - N 22. Арія Серпетти: Wir Mädchen sind sehr übel dran - N 23. Дует (Serpetta-Nardo): Das Vergnügen in dem Ehstand - N 24. Арія Сандріни: Holde Freunde, laßt euch danken - N 25. Schlußgesang, Septett (Sandrina, Serpetta, Arminda, Ramiro, Belfiore, Podesta, Nardo): Lieb’ und Treue hat gesieget! |